# Rem als Jocs Olímpics d'estiu de 1928 - Quatre sense timoner masculí
La competició del quatre sense timoner masculí va ser una de les set proves del programa de rem que es van disputar als Jocs Olímpics d'Estiu d'Amsterdam de 1928. La prova es va disputar entre el 3 i el 10 d'agost de 1928, amb la participació de 24 remers, procedents de 6 països diferents, ja que cada nació només podia aportar un vaixell en la prova.

## Medallistes
| Or                                                                               | Plata                                                                     | Bronze                                                               |
| Regne UnitJohn Lander · Michael Warriner · Richard Beesly · Edward Vaughan Bevan | Estats UnitsCharles Karle · William Miller · George Healis · Ernest Bayer | ItàliaCesare Rossi · Pietro Freschi · Umberto Bonadè · Paolo Gennari |

## Resultats
Font: Resultats oficials; De Wael

### Primera ronda
Els guanyadors passaven a la segona ronda. Els perdedors competien en la primera repesca.
| Sèrie 1 | Sèrie 1                                                     | Sèrie 1       | Sèrie 1 | Sèrie 1 |
| Pos.    | Remers                                                      | Nació         | Temps   | Notes   |
| ------- | ----------------------------------------------------------- | ------------- | ------- | ------- |
| 1       | Cesare Rossi, Pietro Freschi, Umberto Bonadè, Paolo Gennari | Itàlia        | 7:24.6  | Q2      |
| 2       | Simon Bon, Egbertus Waller, Ansco Dokkum, Paul Maasland     | Països Baixos | 7:35.8  | R1      |

| Sèrie 2 | Sèrie 2                                                             | Sèrie 2      | Sèrie 2 | Sèrie 2 |
| Pos.    | Remers                                                              | Nació        | Temps   | Notes   |
| ------- | ------------------------------------------------------------------- | ------------ | ------- | ------- |
| 1       | Charles Karle, William Miller, George Healis, Ernest Bayer          | Estats Units | 7:16.8  | Q2      |
| 2       | Heinrich Zänker, Wolfgang Goedecke, Günther Roll, Werner Zschiesche | Alemanya     | 7:21.0  | R1      |

| Sèrie 3 | Sèrie 3                                                             | Sèrie 3    | Sèrie 3 | Sèrie 3 |
| Pos.    | Remers                                                              | Nació      | Temps   | Notes   |
| ------- | ------------------------------------------------------------------- | ---------- | ------- | ------- |
| 1       | John Lander, Michael Warriner, Richard Beesly, Edward Vaughan Bevan | Regne Unit | 7:44.2  | Q2      |
| 2       | Henri Bonzano, Albert Bonzano, Émile Lecuirot, Louis Devillié       | França     | 7:58.2  | R1      |

### Primera repesca
Els guanyadors passaven a la segona ronda, però no podien disputar una segona repesca. Els perdedors eren eliminats.
| Sèrie 1 | Sèrie 1                                                             | Sèrie 1       | Sèrie 1 | Sèrie 1 |
| Pos.    | Remers                                                              | Nació         | Temps   | Notes   |
| ------- | ------------------------------------------------------------------- | ------------- | ------- | ------- |
| 1       | Heinrich Zänker, Wolfgang Goedecke, Günther Roll, Werner Zschiesche | Alemanya      | 7:21.4  | Q2      |
| 2       | Simon Bon, Egbertus Waller, Ansco Dokkum, Paul Maasland             | Països Baixos | 7:30.2  | elim.   |

| Sèrie 2 | Sèrie 2                                                       | Sèrie 2 | Sèrie 2 | Sèrie 2 |
| Pos.    | Remers                                                        | Nació   | Temps   | Notes   |
| ------- | ------------------------------------------------------------- | ------- | ------- | ------- |
| 1       | Henri Bonzano, Albert Bonzano, Émile Lecuirot, Louis Devillié | França  | 7:52.0  | Q2      |

### Segona ronda
Els guanyadors passaven a semifinals. Els perdedors competien en la segona repesca, sempre i quan no haguessin disputat la primera. Si això passava quedaven eliminats.
| Sèrie 1 | Sèrie 1                                                             | Sèrie 1    | Sèrie 1 | Sèrie 1 |
| Pos.    | Remers                                                              | Nació      | Temps   | Notes   |
| ------- | ------------------------------------------------------------------- | ---------- | ------- | ------- |
| 1       | John Lander, Michael Warriner, Richard Beesly, Edward Vaughan Bevan | Regne Unit | 6:42.4  | Q       |
| 2       | Heinrich Zänker, Wolfgang Goedecke, Günther Roll, Werner Zschiesche | Alemanya   |         | elim.   |

| Sèrie 2 | Sèrie 2                                                       | Sèrie 2      | Sèrie 2 | Sèrie 2 |
| Pos.    | Remers                                                        | Nació        | Temps   | Notes   |
| ------- | ------------------------------------------------------------- | ------------ | ------- | ------- |
| 1       | Charles Karle, William Miller, George Healis, Ernest Bayer    | Estats Units | 7:12.6  | Q       |
| –       | Henri Bonzano, Albert Bonzano, Émile Lecuirot, Louis Devillié | França       | DNS     | elim.   |

| Sèrie 3 | Sèrie 3                                                     | Sèrie 3 | Sèrie 3 | Sèrie 3 |
| Pos.    | Remers                                                      | Nació   | Temps   | Notes   |
| ------- | ----------------------------------------------------------- | ------- | ------- | ------- |
| 1       | Cesare Rossi, Pietro Freschi, Umberto Bonadè, Paolo Gennari | Itàlia  | 7:01.6  | Q       |

### Semifinals
Els vencedors lluitaven per l'or, mentre els perdedors ho feien pel bronze.
| Sèrie 1 | Sèrie 1                                                     | Sèrie 1      | Sèrie 1 | Sèrie 1 |
| Pos.    | Remers                                                      | Nació        | Temps   | Notes   |
| ------- | ----------------------------------------------------------- | ------------ | ------- | ------- |
| 1       | Charles Karle, William Miller, George Healis, Ernest Bayer  | Estats Units | 6:29.4  | Q       |
| 2 ()    | Cesare Rossi, Pietro Freschi, Umberto Bonadè, Paolo Gennari | Itàlia       | 6:31.6  |         |

| Sèrie 2 | Sèrie 2                                                             | Sèrie 2    | Sèrie 2 | Sèrie 2 |
| Pos.    | Remers                                                              | Nació      | Temps   | Notes   |
| ------- | ------------------------------------------------------------------- | ---------- | ------- | ------- |
| 1       | John Lander, Michael Warriner, Richard Beesly, Edward Vaughan Bevan | Regne Unit | 6:42.4  | Q       |

### Final
| Pos. | Remers                                                              | Nació        | Temps  |
| ---- | ------------------------------------------------------------------- | ------------ | ------ |
| 1    | John Lander, Michael Warriner, Richard Beesly, Edward Vaughan Bevan | Regne Unit   | 6:36.0 |
| 2    | Charles Karle, William Miller, George Healis, Ernest Bayer          | Estats Units | 6:37.0 |